# Aldehuela de la Bóveda
Aldehuela de la Bóveda és un municipi de la província de Salamanca a la comunitat autònoma de Castella i Lleó. Limita al Nord amb Garcirrey, Mozarbitos (municipi de La Fuente de San Esteban) i Tabera de Abajo, a l'Est amb Robliza de Cojos, Matilla de los Caños del Río i Villalba de los Llanos, al Sud amb Sanchón de la Sagrada, Olleros (municipi de Carrascal del Obispo) i San Muñoz i a l'Oest amb La Fuente de San Esteban, Garcirrey i Buenamadre.

## Demografia
| 1991 | 1996 | 2001 | 2004 |
| ---- | ---- | ---- | ---- |
| 431  | 395  | 371  | 341  |